# Kampfgeschwader zur besonderen Verwendung 172
Kampfgeschwader zur besonderen Verwendung 172 (dobesedno slovensko: Bojni polk za posebne namene 172; kratica KG z.b.V. 172) je bil transportni letalski polk (Geschwader) v sestavi nemške Luftwaffe med drugo svetovno vojno.

## Organizacija
- štab
- I. skupina
- II. skupina
- III. skupina

## Vodstvo polka
Poveljniki polka (Geschwaderkommodore)
- Podpolkovnik Carl-August Freiherr von Gablenz: 26. avgust 1939